# アルビオン・バンド
アルビオン・バンド（The Albion Band）は、アルビオン・カントリー・バンド、アルビオン・ダンス・バンド、アルビオン・クリスマス・バンドとしても知られているイギリスのフォーク・ロック・バンドで、もともとはミュージシャンのアシュリー・ハッチングスが率いていた。 
一般的にこのジャンルで最も重要なグループの一つと考えられており、その長く流動的な歴史の中で、多くの主要なイギリスのフォーク演奏家を含んでいたり、関連していたりした。 
バンドの歴史における1つの不変の要素は、他の2つの卓越した英国のフォーク・ロック・グループであるフェアポート・コンヴェンションとスティーライ・スパンの創設メンバーでもあるバンド・リーダーのアシュリー・ハッチングスであり、彼の長年にわたる非常に生産的なにおけるプロジェクトのほとんどの拠点となっているが、2011年にバンドのリーダーを息子のブレア・ダンロップに譲り渡した。 

## 歴史

### 原点
ハッチングスは1971年4月に当時の妻で歌手のシャーリー・コリンズのアルバム "No Roses" で共演するためにバンドを結成した。フェアポート・コンヴェンションのデイヴ・マタックス、リチャード・トンプソン、サイモン・ニコルのほか、ウォーターソンズのラルとマイク・ウォーターソン、マディ・プライヤーなどの著名な25人がバック・ミュージシャンとして参加していた。 短いツアーには、コア・メンバーにリチャード・トンプソンと、その当時の妻であるリンダ・トンプソンが参加した。  
ジョン・カークパトリック、リチャード・トンプソン、デイヴ・マタックスなど、ハッチングスと共にプロジェクト「モリス・オン (Morris On)」(1972)に貢献したメンバーもおり、アルバムのジャケットには彼らの名前がずらりと並んでいる。。 

### ファースト・アルバム（1973年）
ハッチングスはこれらのミュージシャンから常設のバンドを作りたいと考えており、最初の試みとしてロイストン・ウッド、スティーヴ・アシュリー、スー・ドラハイムをメンバーに加えたが、グループはうまく機能せず、マーティン・カーシー、ジョン・カークパトリック、スー・ハリス、ロジャー・スワロー、サイモン・ニコルを第2のバンドに迎え入れた。バンドは壊れやすく1973年8月に解散したが、1976年にアイランド・レコードから "Battle of the Field" というタイトルのアルバムがリリースされた。 このラインナップで録音された他の素材は、後のCD "BBC Sessions" (1998)に収録されている。  

### アルビオン・ダンス・バンド
1974年から1975年にかけて、ハッチングスはアルビオンの名を捨て、妻のシャーリー・コリンズとエッティンガム・スチーム・バンド(Etchingham Steam Band)を結成することに専念した。しかし1976年に伝統的なダンス・ミュージックを演奏することを目的とした新しいアルビオン・バンドを結成した。サイモン・ニコル、グリフォンのグレアム・テイラー、古楽奏者のフィル・ピケットとジョン・ソスコット、フィドル奏者のリック・サンダース 、そしてフォーク・ミュージックの中でも最も特徴的で高く評価されているヴォーカリストの一人であるジョン・タムスを含む、巨大で不安定なメンバーで構成されていた。その結果がアルビオン・ダンス・バンドの名の下で、トラディショナルをベースにした活気に満ちたアルバム "The Prospect Before Us" だった。1978年、彼らはバンド名をアルビオン・バンドに短縮し(これはそれ以来グループのアイデンティティの基礎となっている)、タムスの指揮の下、バンドの長い歴史の中で最高のアルバムとされる "Rise Up Like the Sun" (1978)を発表した。

### 公演
バンドは1977年のテレビ番組「ヒア・ウィー・カム・ア＝ワッセリング」に参加し、1978年から1978年にかけて劇作家キース・デューハーストと共同でイギリスの作家フローラ・トンプソンの "Lark Rise to Candleford" を舞台化し、1980年にアルバムとしてリリースした。 この時点でバンドはおそらくメインストリームでの知名度が最高潮に達しており、BBCアリーナのドキュメンタリー番組で彼らの作品が紹介されている。 ハッチングスは演劇の可能性を追求することに興味を持っていたが、バンドの多くのメンバーはツアーやレコーディングを希望していたため、評論家の評価にもかかわらず、このラインナップは解散してしまった。タムス、テイラー、グレゴリーはバンドホーム・サービスの中核を形成した。 この時期のライヴ音源は、"Songs from the Shows" (1997年と1999年)と "The Guvnor, Vols 1-4" (1996年から2004年)に収録されている。  

### 改革と安定（1980年-1990年）
ハッチングスは残っていた元フェアポーターズのニコルとマタックスを中心にバンドを再結成した。コック・アンド・ブルの3人のメンバー(デイヴ・ウェットストーン、ジャン＝ピエール・ラスル・ジョン・マックスウェル)を加え、初めてこのレコードからこの時代のほとんどの録音を特徴づけるオイスターバンドのキャシー・レサーフをリード・ヴォーカリストとして起用した。
この比較的安定した時期のベスト・アルバムは、ほとんどの曲がオリジナル曲である "Light Shining" (1983)であろう。しかし、このアルバムの評判は、ハッチングスがカナダのフォークシンガー、 スタンロジャースの 「Northwest Passage」から最高の曲の1つである「Wolfe」を盗用したとの非難によって損なわれた。 その後、 "Shuffle Off" (1983)が続いた後で、ニコルとマタックはフェアポート・コンヴェンションを改革するために脱退した。ギター/バイオリン/ボーカルのフィル・ビアーとドラムスのトレヴァー・フォスターが加わり、 "Under the Rose" (1984)、 "A Christmas Present From The Albion Band" (1985)、 "The Wild Side of Town" (1987)と続き、最後の作品はクリス・ベインズによる5部構成のBBCテレビ・シリーズを基にしたものだった。  
1987年の "Stella Maris" のリリースに先立ってマーティン・ベルがヴァイオリンで参加したことでラインナップに変化が生まれた。
その後、マーティン・ベルとキャシー・レサーフが脱退し、サイモン・ケアとジョン・シェパードが加わった。
これはバンド史上最も安定したラインナップであり、3枚のアルバムが制作された："I Got New Shoes"（1988年）、"Give Me a Saddle and I'll Trade you a Car"（1989年）、そして1990年に "1990" がリリースされた。

### アコースティック時代（1990年-1997年）
1990年にはシンガーソングライターでインストゥルメンタル奏者のジュリー・マシューズが参加したが、ツアーは行ったものの、1993年に彼女が脱退するまでアルバムを制作することはなかった。このメンバーによるセッションのいくつかは1995年に "Captured" として表に出ることになった。トレヴァー・フォスターとフィル・ビアーが脱退し、一時的にアコースティック・ギタリストのキース・ヒンチリフが参加することで、電気楽器から離れる方向にシフトした。1993年、ハッチングスはこの流れに従うことを決意し、自分自身、ジュリー・マシューズの後任であるクリス・ワイル、オリジナル・メンバーのサイモン・ニコル、バイオリンのアシュリー・リードからなる小さな4ピース・ユニットへとバンドを変えることにした。これにより、彼らは小さなフォーククラブ、パブ、大学の会場で演奏できるようになり、バンドにまったく新しい方向性を与え、今ではベス・ニールセン・チャプマンやスティーヴ・ナイトレイのような現代のソングライターや、ワイルやハッチングスと言った内部の作曲の才能を利用できるようになった。この時期の最初のスタジオアルバム "Acousticity" （1993年）は、リードのエネルギッシュな演奏に助けられ、より生き生きとした現代的な雰囲気を持っていた。1995年にリードが脱退し、マシューズがボーカル、楽器演奏、ソングライティングの才能を加えるためにバンドに戻ってきた。その結果生まれたアルバム "Albion Heart" (1995年)はこの後期の最良の一枚とみなされ、ワイルとマシューズの長く生産的なパートナーシップの始まりとなった。このアルバムでは珍しく伝統的なフォーク楽器を使用しておらず、この時代の最後の録音となる "Demi Paradise" (1996年)に参加させるべく4人はすぐにヴァイオリニスト兼マンドリン奏者のクリス・レスリーを加え、その後レスリーはフェアポート・コンヴェンションに加わるために脱退し、ワイルとマシューズもソロと共同プロジェクトのために脱退した。 この時代のライブ・パフォーマンスは、"Acousticity on Tour" (2004)と "Albion Heart on Tour" (2004)としてリリースされている。  

### 多世代フェーズ（1997年-2002年）
フル・バンドの最後の段階では、より伝統的なロックフォーマットへの回帰と2世代のミュージシャンの統合に基づいている。ハッチングスは経験豊富なギタリストでライターでもあるケン・ニコルを呼び寄せ、フィドルにジョー・ブロートン、ドラムスにニール・マーシャルを加えた。女性ヴォーカルはこの時代の最初のスタジオ・アルバム "Happy Accident" (1998)にゲストとして参加したケリー・ワイルとジリー・ニコルズが担当した。ジリー・ニコルズは2枚目のアルバム "Before Us Stands Yesterday" (1999)でフルメンバーとして参加していたが、同年の "The Christmas Album" と最後のスタジオ・プロジェクトとなった "Road Movies" (2001)のレコーディングでケリー・ワイルと交代した。ケン・ニコルが脱退し、ピート・ゾーンが後任となるが、適切な規模の会場を見つけるのが難しくなってきたため、2002年にバンドは活動を休止することになった。
1999年のアルバム "Ridgeriders" では、元メンバーとの再会も果たしている。 

### アルビオン・クリスマス
ハッチングスは他のプロジェクトを追求し続けていたが、2005年にアルビオン・バンドをアコースティック・フォーマットで復活させ、季節ごとのツアーに参加することで、通常であれば簡単に埋まってしまう小規模な会場での演奏を可能にした。ラインナップはサイモン・ニコル、ケリー・ワイル、マルチ・インストゥルメンタリストのサイモン・ケアを中心に構成されている。 その結果、さらに"An Albion Christmas"（2005年）、"Winter Songs"（2006年）、"Snow on Snow"（2008年）と言う3枚のシーズン・アルバムがリリースされた。4枚目のアルバム "Traditional" (2009年)は、前3作からの楽曲を収録したコンピレーションであり、語りの録音は含まれていない。  

### 生まれ変わるアルビオン・バンド
2011年7月、ハッチングスはアルビオンバンドの再結成を発表したが、初めて彼自身はメンバーに入っていなかった。その代わりに彼は息子のギタリストでシンガーのブレア・ダンロップにバトンを渡した。この新しいラインナップには、アルビオン・バンドの初期のバージョンを反映した様々なバックグラウンドを持つ現在のフォーク・パフォーマーが多数参加している。これらのメンバーには、フォーク賞にノミネートされたカトリオナ・ギルモア（タイニー・ティン・レディ、ギルモア／ロバーツ）がフィドルとヴォーカル、ヴォーカル、コンチェルティーナ奏者、ギタリストのギャビン・ダベンポート（クルシブル、グローリーストロークス、ヘケティ）が含まれていりる。ドラムにはトム・ライト（エリザ・カーシー・プロジェクト / グローリーストロークス）、ベースにはバンド史上2人目のベーシスト、ティム・イエーツ（ブラックベアーズ・ティー・パーティ / QP）、リード・ギタリストには新人のベンジャミン・トロットが参加している。2011年には自身のレーベルからEP "Fighting Room" 、2012年には初のスタジオ・アルバム "Vice of the People" をリリースしている。  
2014年1月10日、ダンロップは、メンバーが個々のプロジェクトを追求できるようにするために、「現在の姿で」友好的にバンドを解散することを発表した。 彼は手紙の中で、将来的には間違いなく一緒に活動していくと述べている。  

## バンドのメンバー
死亡したメンバーも含まれる： 
- スティーヴ・アシュリー -  ハーモニカ、ホイッスル、ボーカル（1972年）
- フランシス・ベインズ - ハーディ・ガーディ （1971年）
- フィル・ビアー - ボーカル、ギター、マンドリン、バイオリン（1984年–1991年）
- マーティン・ベル - ボーカル、バイオリン、シンセサイザー（1986年–1987年）
- デイヴ・ブランド - コンサーティーナ（1971年）
- ジョー・ブロートン - ヴァイオリン（1997年-2002年）
- ピート・ブロック - ピアノ、シンセサイザー、サックス、クラリネット（1977年–1981年）
- ビル・キャディック - ボーカル、トライアングル（1979年–1981年、2018年死去）
- サイモン・ケア - コンサーティーナ、メロデオン（1988年–1992年）
- マーティン・カーシー - ボーカル、ギター（1973年、1979年–1980年）
- アラン・ケイヴ - バスーン（1971年）
- ドリー・コリンズ - ピアノ（1971年; 1995年に死去）
- シャーリー・コリンズ - ボーカル（1971年、1976年–1977年、1979年–1980年）
- ロル・コックスヒル - サックス（1971年; 2012年死去）
- トレヴァー・クロジエ - ジューズ・ハープ（1971年）
- スー・ドラハイム - ヴァイオリン（1972年; 2013年死去）
- バリー・ドランスフィールド - ヴァイオリン、ダルシマー、ボーカル（1971年、1979年）
- ハワード・エヴァンス - トランペット（1978年–年1981; 2006年死去）
- トレヴァー・フォスター - ドラムス（1983年–1991年）
- マイケル・グレゴリー - ドラムス（1976年–1981年）
- トニー・ホール - メロデオン（1971年）
- スー・ハリス - オーボエ、ハンマーダルシマー、ボーカル（1973年）
- メラニー・ハロルド - フルートオルガン、ギター、ボーカル（1979年）
- キース・ヒンチクリフ - ギター（1992年）
- エリック・ハイン - キーボード（1987年）
- アシュリー・ハッチングス - ベースギター、ボーカル（1971年–2002年）
- ニック・ジョーンズ - ヴァイオリン（1971年）
- ジョン・カークパトリック - ボーカル、コンサーティーナ、メロデオン、アコーディオン（1971年、1973年、1980年）
- クリス・レスリー - ボーカル、ヴァイオリン（1995年–1996年）
- キャシー・レサーフ - ボーカル（1982年–1988年）
- アラン・ラムスデン - オフィクレイド（1971年）
- ニール・マーシャル - ドラムス（1998年–2002年）
- デイヴ・マタックス - ドラムス、キーボード（1971年–1972年、1976年–1978年、1979年、1983年）
- ジュリー・マシューズ - ボーカル、キーボード、ギター（1991年–1992年、1995年-1997年）
- ジョン・マクスウェル - ボーカル、ドラム、パーカッション（1982年–1983年; 2001年死去）
- スティーヴ・ミグデン - フレンチホルン（1971年）
- ダグ・モルター - ギター、ボーカル（1979年–1980年、1983年–1985年）
- ギリー・ニコルズ - ボーカル、ギター（1998年–1999年）
- ケン・ニコル - ボーカル、ギター（1998年–2002年）
- サイモン・ニコル - ボーカル、ギター（1971年–1978年、1982年–1983年、1993年–1996年）
- フィリップ・ピケット - レコーダー、ショーム、クラムホーン、バグパイプ（1976年–1979年）
- ロジャー・パウエル - ドラム（1971年）
- マディ・プリアー - ボーカル（1971年）
- ブライアン・プロテロー - キーボード、ボーカル（1979年–1981年）
- ジャン＝ピエール・ラスル - リコーダー、クルムホルン、バグパイプ（1982年–1983年）
- アシュリー・リード - ヴァイオリン、ボーカル（1993年–1994年）
- ティム・レンウィック - ギター（1971年）
- アンディ・ロバーツ - エレキギター、ボーカル（1979年）
- ジョン・ロッド - コンサーティーナ（1976年–1977年）
- コリン・ロス - ノーサンブリアの小さなパイプ（1971年; 2019年に死亡）
- リック・サンダース - ヴァイオリン（1977年–1979年）
- スティーブ・サンダース - トロンボーン（1980年）
- ジョン・シェパード - キーボード（1988年–1990年）
- マーティン・シンプソン - バンジョー、ギター、ボーカル（1979年-1980年）
- ジョン・ソスコット - ヴィエル、クルムホルン、シトール（1976年–1977年）
- ロジャー・スワロー - ドラムス（1972年–1973年）
- ジョン・タムス - ボーカル、メロデオン（1976年–1981年）
- グレアム・テイラー - ギター（1976年–1981年）
- リンダ・トンプソン - ボーカル（1972年）
- リチャード・トンプソン - ギター（1971年、1972年）
- エディ・アプトン - ボーカル、コーラー（1976年–1977年）
- ジョン・ウォチャム - コンサーティーナ（1972年、アルビオン・モリス・メンと共演）
- ラル・ウォーターソン - ボーカル（1971年; 1998年に死亡）
- マイク・ウォーターソン - ボーカル（1971年; 2011年死去）
- デイヴ・ウェットストーン - ボーカル、コンサーティーナ、メロデオン、ギター（1982年–1983年）
- クリス・ワイル - ボーカル、ギター（1993年–1997年）
- ケリー・ワイル - ボーカル、ギター（1999年–2002年）
- イアン・ホワイトマン - ピアノ（1971年）
- ロイストン・ウッド - ボーカル、パーカッション（1971年、1972年; 1990年に死亡）
- ピート・ゾーン - サックス、ボーカル（2002年; 2016年に死亡）

## ディスコグラフィ

### シングル
- "Hopping Down in Kent" (1976年)
- "The Postman's Knock" b/w "La Sexte Estampie Real" (1977年)
- "Poor Old Horse" b/w "Ragged Heroes" (1978年)
- "Pain and Paradise" b/w "Lay Me Low" (1979年)
- "Wings" (1998年)

### アルバム
アルビオン・カントリー・バンドとして
- No Roses (Pegasus, 1971年) with Shirley Collins
- Battle of the Field (Harvest, 1976年)

アルビオン・ダンス・バンドとして
- The Prospect Before Us (Harvest, 1977年)
- Shuffle Off (Spindrift, 1983年)
- I Got New Shoes (Spindrift, 1988年)
- Dancing Days Are Here Again (Talking Elephant, 2007年)
- Rockin' Barn Dance (Talking Elephant, 2009年)

アルビオン・バンドとして
- Rise Up Like the Sun (Harvest, 1978年)
- Lark Rise to Candleford (Charisma, 1980年)
- Light Shining (Albino, 1983年)
- Under The Rose (Spindrift, 1984年)
- A Christmas Present from the Albion Band (Fun/Tracer, 1985年)
- Stella Maris (Making Waves, 1987年)
- The Wild Side of Town (Celtic Music, 1987年) - with Chris Baines
- Give Me A Saddle, I'll Trade You A Car (Topic, 1989年)
- 1990 (Topic, 1990年)
- Songs from the Shows, v. 1 (Albino, 1990年)
- Songs from the Shows, v. 2 (Albino, 1991年)
- Live in Concert (BBC, 1993年)
- Acousticity (HTD/Transatlantic, 1993年)
- Captured (HTD, 1995年)
- Albion Heart (Making Waves, 1995年)
- Demi Paradise (HTD, 1996年)
- Live At The Cambridge Folk Festival (BBC/Strange Fruit, 1996年)
- The Acoustic Years: 1993-1997 (Castle, 1997年)
- Songs From The Shows (Road Goes On Forever, 1997年)
- Happy Accident (HTD/Transatlantic, 1998年)
- The BBC Sessions (BBC/Strange Fruit, 1998年)
- Along The Pilgrim's Way (Mooncrest, 1998年)
- The Best of 89/90 (HTD 1998年)
- Albion Sunrise—HTD Recordings: 1994-1999 (HTD, 1999年)
- Albion Heart (HTD 1999年)
- Before Us Stands Yesterday (HTD, 1999年)
- Christmas Album (HTD, 1999年)
- The HTD Years (HTD, 2000年)
- Road Movies (Topic, 2001年)
- An Evening with The Albion Band (Talking Elephant, 2002年)
- No Surrender (Snapper Music, 2003年)
- Acousticity on Tour (Talking Elephant, 2004年)
- Albion Heart on Tour (Talking Elephant, 2004年)
- Albion Sunrise - HTD Recordings: 1994-1999 (HTD, 2004年)
- The Albion Band Live in Concert (Talking Elephant, 2007年)
- Vintage Albion Band (Talking Elephant, 2007年)
- Natural and Wild (Talking Elephant, 2009年)
- Vintage II On The Road 1972-1980 (Talking Elephant, 2010年)
- Another Christmas Present (Talking Elephant, 2010年)
- Fighting Room (own label, 2011年)
- Vice of the People (Powered Flight Music, 2012年)

アルビオン・クリスマス・バンドとして（アシュリー・ハッチング、サイモン・ニコル、サイモン・ケア、ケリー・ワイル）
- An Albion Christmas (Talking Elephant, 2003年)
- Winter Songs (Talking Elephant, 2006年)
- Snow On Snow (Talking Elephant, 2008年)
- Traditional (Talking Elephant, 2009年) compilation of tracks from the previous three albums, excluding spoken word recordings
- A Sound In The Frosty Air (Rooksmere Records, 2011年)
- One For The Road (Rooksmere Records, 2014年)
- Magic Touch (Talking Elephant, 2016年)

他の名前で
- Yuletracks (1986年)
- Ridgeriders (1999年) the album's band name includes the list of the performers separately, as well as saying with The Albion Band and Julie Matthews

貢献したアーティスト
- Steve Ashley - Stroll On (Gull Records, 1974年) - performing on Lord Bateman
- The Rough Guide to English Roots Music (World Music Network 1998年)

## DVD
- In Search of English Folk Song (1997年、BBC film、ケン・ラッセル演出) 出演：フェアポート・コンヴェンション、ドノヴァン、オシビサ、Eliza Carthy、アルビオン・バンド、Waterson–Carthy および Edward II。2008年にDVDで再発された（リージョン1のみ）。